# Францішек Виспянський
Францішек Міхал Виспянський (нар. 26 вересня 1836 у Львові, пом. 10 листопада 1901 у Кракові ) — скульптор і фотограф, батько Станіслава Виспянського  .

## Біографія
Він був сином Ігнація Яна Виспянського (1805—1875) та Вікторії, уродженої Ґонгульської (1812—1886), мав двох братів: Антонія (1845—1917), поштового службовця, та Броніслава (1854—1924), фотографа, у Бохні та дві сестри: Альбіну (1843—1931) та Амалію  .
Будучи сином австрійського податкового службовця, він провів дитинство та юність, подорожуючи майже всією Галичиною з батьками та рештою родини. Після кількох років, проведених у рідному місті Львові, він оселився в Хваловіце (тут народилася його сестра Альбіна) , потім у Курилівці (тут народився його брат Антоній), потім у Вадовіце (де в школі у 1851—1852 рр. навчався ї), а в 1852 нарешті в Кракові  .
Навчався в Технічному інституті Школи образотворчих мистецтв у Кракові, спочатку на відділенні малюнку та живопису (1852—1854), а потім (1854—1860) на відділенні скульптури в майстерні Генрика Коссовського. Він дебютував як студент у 1857 році на виставці, організованій Товариством друзів образотворчих мистецтв (TPSP), показуючи «Портрет жінки» та «Портрет чоловіка», а в 1859 році він представив два бюсти: жіночий і чоловічий. Він поповнив свої знання під час навчання у Відні, але не продовжив навчання в Парижі — про що свідчать сімейні спогади  . Товаришував з Яном Матейком, Владиславом Лущкевичем та Олександром Коцисом .
Широкого розголосу він набув після експонування бюстів Адама Міцкевича та Миколи Коперника у 1861 році на виставці TPSP. Бюст Коперника поклав початок його мистецькому шляху і став «вітриною» скульптора. На замовлення керівництва Ягеллонського університету Виспянський зробив чотири копії цієї скульптури, які мали стати подарунками для інших університетів у зв'язку із запланованим святкуванням 500-річчя заснування університету  .
Робив скульптури царів, святих (наприклад, св. Яна Канті до костелу св. Анни), митців та вчених, напр. Яна Длугоша, створений з нагоди 400-річчя смерті історика в 1880 році, згодом переданий новому Національному музею в Кракові . У 1857—1870 роках він виготовив для Юліуша Флоркевича статуї для прикраси замкового парку в Млошовій, зокрема пам'ятник Яну III Собеському за зразком пам'ятника у варшавському парку Лазєнки (не зберігся донині)  .25 квітня 1868 Виспянський одружився з Марією Роговською, 15 січня 1869 у них народився син Станіслав, а 20 лютого 1871 — Тадеуш (пом. 16 січня 1875)  . З 1873 року родина оселилася в домі Длугошів у Кракові, де також була студія. 16 травня 1875 року помер батько скульптора, а 18 серпня 1876 року померла його дружина  . Хвороба, а потім і смерть дружини призвели до того, що Виспянський впав у алкоголізм. Відразу після смерті дружини митець спочатку кидається у вир мистецької праці, але водночас усе більше захоплюється. Припинення контракту близько 1879 року на виконання п'яти статуй для нового вівтаря Вавельського собору означало кінець кар'єри Виспянського. Син Станіслав спочатку виховувався сестрою і матір'ю, а в 1880 році його взяла на подальше виховання невістка, сестра померлої дружини — Йоанна Станкевичова  .
У 1882 році Виспянський ліквідував свою майстерню, живучи таємно в Тарнові, Бохні та Кракові (за різними адресами). Внаслідок втручання родини Станкевичів 4 січня 1892 року його помістили в Будинок бідних імені Гельцелів, де жив майже 10 років. Помер 10 листопада 1901 року. Його могила на Раковицькому цвинтарі донині не збереглася (секція IX 16, 31), але збереглося кілька фотографій і два портрети Станіслава Виспянського: з рубежу 1894—1895 рр. у Національному музеї у Варшаві та з 1900 р., який знаходиться в приватному володінні  .
Прийнято вважати, що Францішек Виспянський також займався фотографією, однак, за словами Ванди Моссаковської, Францішек Виспянський — фотограф і Францішек Виспянський — скульптор — дві різні людини (хоча між ними, можливо, існував зв'язок). Фотограф з таким прізвищем був у 1960-х роках.

## Збережені скульптури
- Образ Ангела-Охоронця — на могилі Каєтана Вольського на цвинтарі в Спитковіцах[5]
- Фігура Матері Божої (з портретними рисами дружини), 1868 р., знаходилася на вул. Шуйська 4.
- Статуя Каєтана Флоркевича 1870 р., фігура св. Флоріана та зруйнована статуя (тіло без голови) відьми Каськи, усі підписані, розташовані в палацовому парку в Млошові .
- Мармурова статуя Каєтана Флоркевича 1877 р. у костелі св. Петра і Павла в Кракові .
- Бюст Юзефа Варшавевича в Ботанічному саду в Кракові з 1862 року.
- Скульптура дитини, замовлена як надгробок на кладовищі в Рудаві з 1878 р. зі збереженою сигнатурою.
- Бюст Юзефа Ігнація Крашевського 1879 року на пам'ятнику-лаві письменника, відкритому 1881 року в Криниці-Здруй .

## Спогади про Францішека Виспянського
«Художник у кожному дюймі, талановитий рисувальник і скульптор, незалежна й рогата душа. Близький друг тогочасної краківської богеми. Йому не пощастило, і він не міг виграти, він ворогував зі своїми захисниками своєю безтурботністю, крім того, він любив грати широко, тому його студія повільно занепадала, а він сам зник у забуття».
Так описав його племінник Вітольд Виспянський, син Антонія, у своїх спогадах про Станіслава Виспянського, опублікованих у «Західному курєрі» у 1927 році.